# Znanstvenoistraživački brod
 Znanstvenoistraživački brod je brod, namijenjen isključivo za znanstvena ili tehnološka istraživanja ili iskorištavanje mora, morskog dna ili njegova podzemlja, opremljen opremom i uređajima za tu namjenu, kao i smještajem za posebno osoblje.